# تشارلي كوك
تشارلي كوك (بالإنجليزية: Charlie Cook)‏ هو صحفي أمريكي، ولد في 20 نوفمبر 1953 في شريفبورت في الولايات المتحدة.

## وصلات خارجية
- تشارلي كوك على موقع إن إن دي بي (الإنجليزية)